# Hirta
Hirta (w szkockim gaelickim Hiort) – największa z wysp archipelagu St Kilda. Nazwa "Hiort" (w szkockim gaelic) oraz "Hirta" (historycznie w angielskim) są czasem używane w odniesieniu do całego archipelagu. Według podziału administracyjnego wyspy są częścią Comhairle Na h-Eileanan Siar.
Wyspa jest długa na 3,4 km ze wschodu na zachód oraz szeroka na 3,3 km północy na południe. Powierzchnia wynosi 6,285 km², ok. 15. km linii brzegowej. Jedynym miejscem, gdzie można przybić do brzegu, jest zatoka Village Bay na południowym zachodzie. Resztę linii brzegowej stanowią klify wyrastające wprost z wody, z najwyższym szczytem wyspy Conachair (430 m) na północno-wschodniej części.
Wyspa Dùn jest oddzielona od Hirty przez płytką cieśninę (Caolas an Dùin) szeroką na 50 metrów. Zazwyczaj  przeprawa nie jest możliwa, jednak od czasu do czasu potrafi wyschnąć i wtedy cieśninę można przebyć.
Pomimo że wyspa zamieszkana była już w czasach prehistorycznych, ludność została całkowicie ewakuowana w 1930. Powodem było przybycie na początku XX wieku misjonarzy i turystów, a wraz z nimi również pieniądza, chorób i zmiany stylu życia..